# Kingkey 100
Der Kingkey 100 (abgekürzt KK100; vormaliger Projektname Kingkey Finance Tower) (chinesisch 京基100, Pinyin Jing-ji 100) ist ein Wolkenkratzer in der chinesischen Stadt Shenzhen. Die 100 im Namen bezieht sich auf die Anzahl der Etagen.
Nachdem Ende März 2011 die Endhöhe der Baustelle erreicht worden war, wurde das Gebäude im November 2011 vor dem geplanten Eröffnungstermin fertiggestellt. Mit einer Höhe von 441,8 Metern ist es nach dem Ping An International Finance Center das zweithöchste der Stadt und verwies den 384 Meter hohen Shun Hing Square auf den dritten Rang der Stadtliste. Das Gebäude gehört ebenso zu den höchsten der Welt.
Der 100 Stockwerke zählende Wolkenkratzer verfügt über ein Hotel in den oberen Etagen und zahlreiche Büroeinrichtungen. Das Hotel ist nicht öffentlich zugänglich, jedoch kann man durch den Erwerb eines Gutscheins über 240 RMB (Dez 2016) Zugang bekommen. Dort kann man dann in den Restaurants und Bars bei bester Aussicht den Gutschein verbrauchen. Die oberste Ebene befindet sich auf 381 Metern; über ihr befindet sich lediglich die abgerundete Dachkonstruktion des Bauwerks.
Das Gebäude verfügt im Inneren über einen massiven Betonkern, der Treppenhäuser, Aufzüge und Versorgungsleitungen schützt. Die Fassade ist mit Glas verkleidet und besteht aus dicken Stahlstützen hinter den Scheiben. Nach dieser Baumethode werden viele moderne Wolkenkratzer weltweit errichtet.

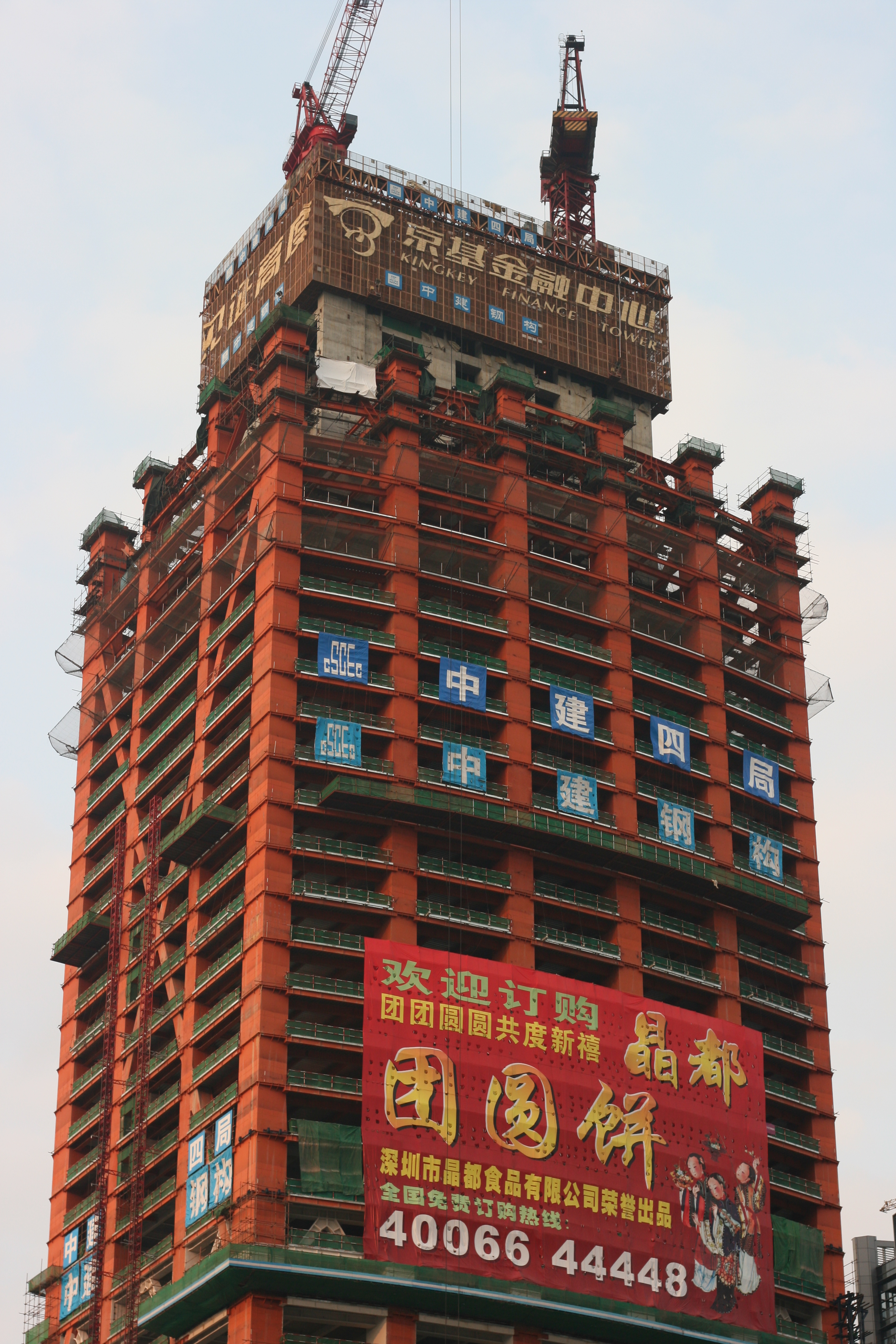
Die Baustelle Anfang 2010
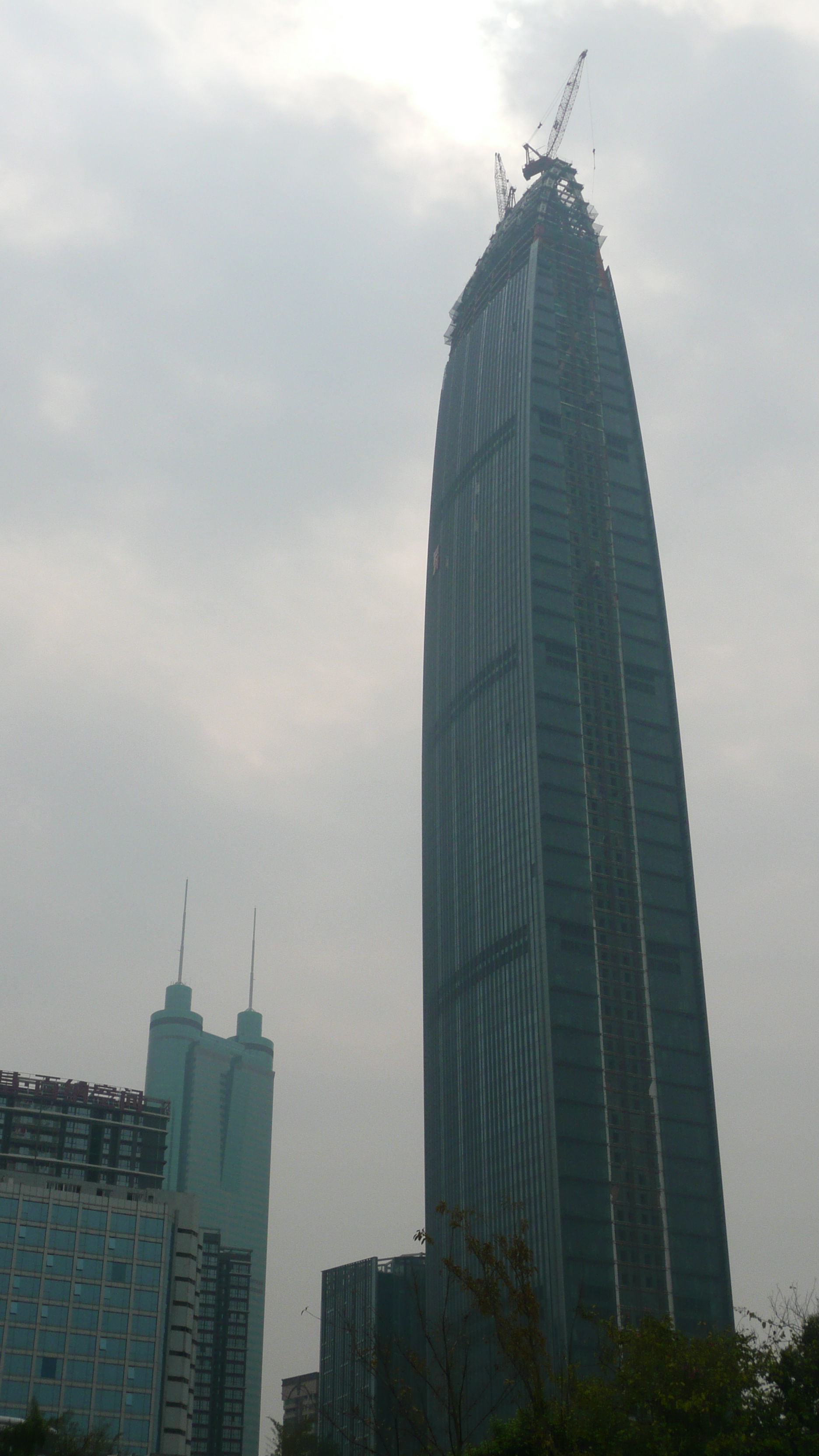
Kingkey 100 mit dem Shun Hing Square im Hintergrund, März 2011
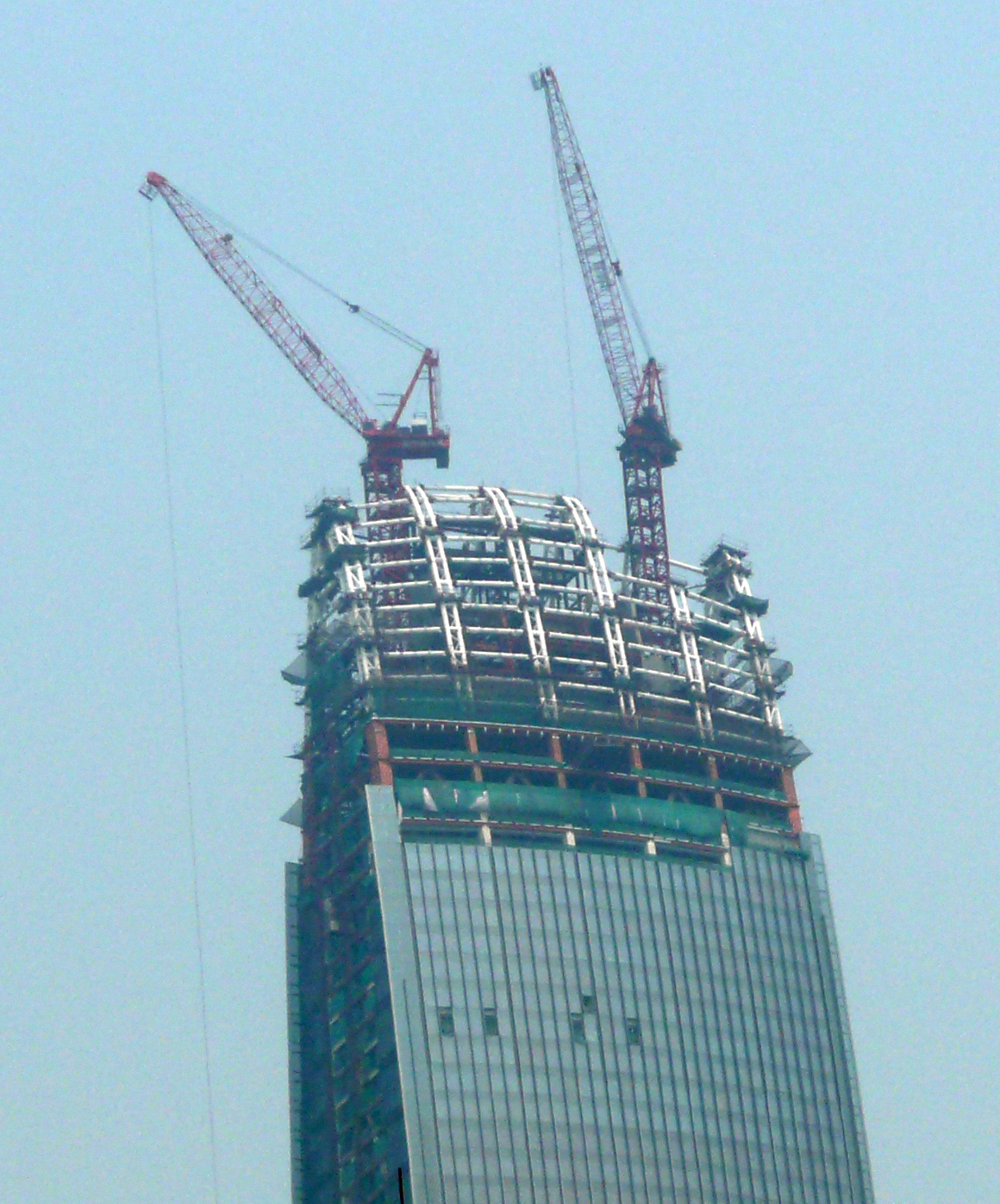
Erreichen der Endhöhe, März 2011
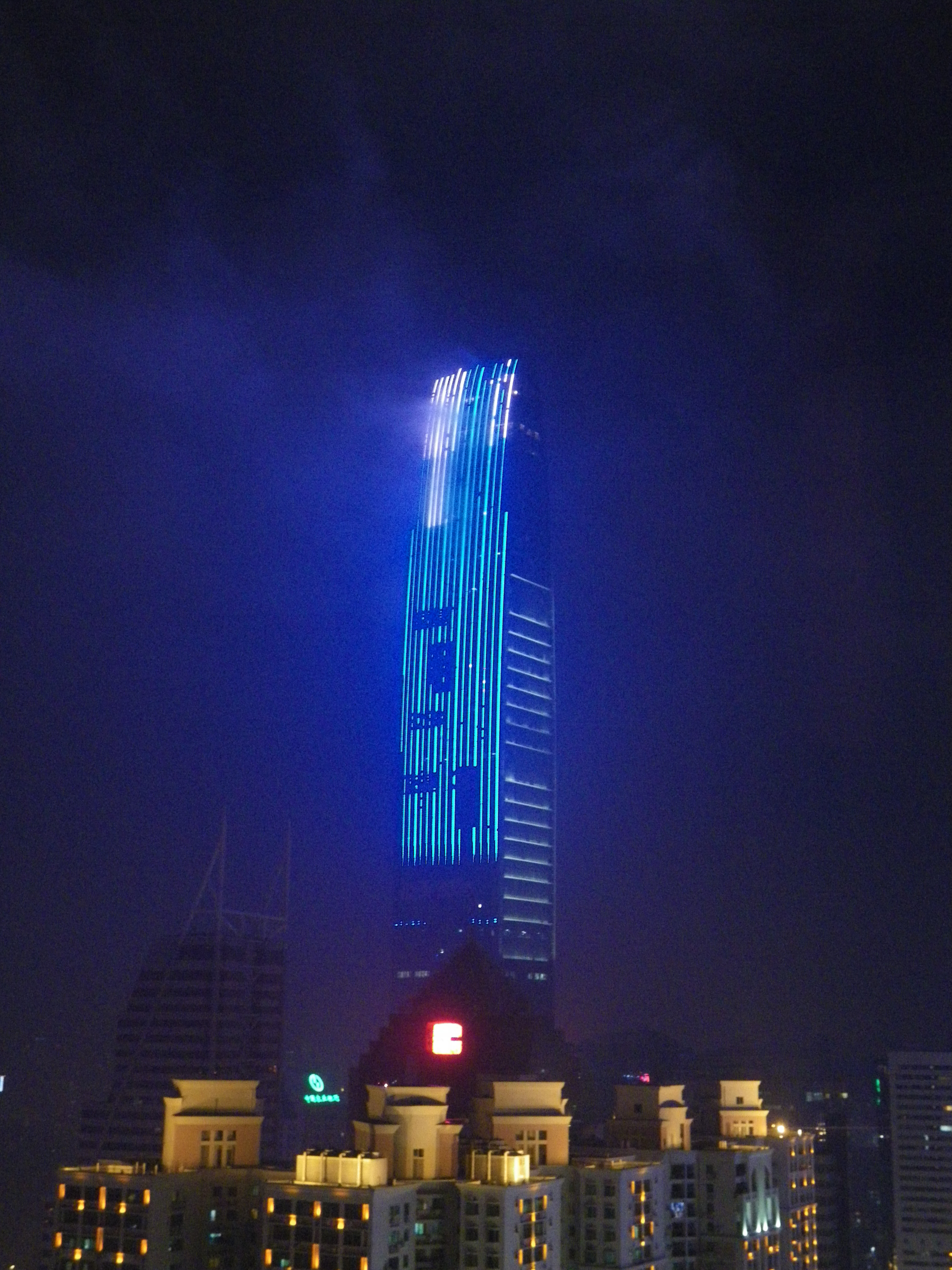
Das Bauwerk bei Nacht